# Mateucharis glabra
Mateucharis glabra is een vliesvleugelig insect uit de familie Eucharitidae. De wetenschappelijke naam is voor het eerst geldig gepubliceerd in 1982 door Boucek & Watsham.